# Alicia Kersten
Alicia Kersten (* 22. Juli 1998 in Cuxhaven) ist eine deutsche Fußballspielerin.

## Karriere
Kersten begann das Fußballspielen beim SV Rot-Weiss Cuxhaven und wechselte über die Leher Turnerschaft und die JFV Bremerhaven im Jahr 2013 in die Jugendabteilung von Werder Bremen. Dort lief sie zunächst für die B-Juniorinnen in der Bundesliga Nord/Nordost auf und erreichte mit der Mannschaft 2015 das Finale um die deutsche Meisterschaft, wo man sich Turbine Potsdam jedoch mit 1:3 geschlagen geben musste. Seit der Saison 2015/16 gehört sie dem Kader der Frauenmannschaft an, die kurz zuvor in die Bundesliga aufgestiegen war. Ihr Bundesligadebüt feierte sie am 12. September 2015 (3. Spieltag), als sie bei der 0:1-Auswärtsniederlage gegen den FF USV Jena in der 80. Minute für Stephanie Goddard eingewechselt wurde. Nachdem sie im Verlauf der Saison zu sieben weiteren Bundesligaeinsätzen gekommen war, stieg sie mit Werder am Ende der Spielzeit wieder in die 2. Bundesliga Nord ab, 2017 gelang jedoch der sofortige Wiederaufstieg. In der Saison 2018/19 stieg sie mit der Frauen-Mannschaft des SV Werder Bremen wieder ab.

## Erfolge
- Aufstieg in die Bundesliga 2017 (mit Werder Bremen)
- B-Juniorinnen-Vizemeister 2015 (mit Werder Bremen)